# Dunedin City
El Dunedin City fue un club de fútbol de la ciudad de Dunedin, Nueva Zelanda. Se fundó en 1909 bajo el nombre de Dunedin High School Old Boys y durante su historia conquistó la Copa Chatham en 1981 y fue subcampeón de la ya extinta Liga Nacional.

## Palmarés
- Copa Chatham (1): 1981